# Castle Pinckney
Castle Pinckney est une fortification américaine dans le comté de Charleston, en Caroline du Sud. Située sur Shutes Folly Island, un îlot dans le Charleston Harbor, elle est inscrite au Registre national des lieux historiques depuis le 16 juillet 1970.